# 亚娜·拉霍多娃
亚娜·拉霍多娃（捷克語：Jana Lahodová，1957年6月4日—2010年10月15日），捷克前女子曲棍球运动员。她曾代表捷克斯洛伐克国家队参加1980年夏季奥林匹克运动会曲棍球比赛，获得一枚银牌。